# Sint-Jozefkerk (Waubach)
De Sint-Jozefkerk is een kerkgebouw in Waubach/Ubach over Worms in de gemeente Landgraaf in de Nederlandse provincie Limburg. De kerk staat aan de Kerkstraat. Drie kwart rond de kerk ligt het kerkhof.
De kerk is gewijd aan Sint-Jozef.

## Geschiedenis
In 1868-1877 werd de kerk gebouwd naar het ontwerp van architect François Ferdinand van Schoubroeck. In 1877 werd de kerk ingewijd en nam het de functie van parochiekerk over van de oude parochiekerk in Waubach.
Sinds 1967 is de kerk een rijksmonument.

## Opbouw
Het georiënteerde bakstenen gebouw is een neogotische kruiskerk en bestaat uit een westtoren met ingesnoerde naaldspits, een driebeukig schip met vier traveeën in basilicale opstand, een transept en een driezijdig gesloten koor met drie traveeën. De toren heeft twee geledingen met in de bovenste geleding een klok en dubbele spitsboogvormige galmgaten met galmborden. De onderste geleding heeft haakse steunberen, de bovenste geleding heeft forse overhoeks geplaatste steunberen. De kerk heeft spitsboogvensters met steunberen en wordt gedekt door een zadeldak.
Aan de binnenzijde heeft de kerk kruisribgewelven.
Aan de oostzijde is tegen het koor een sacristie gebouwd.

## Interieur
In de kerk bevinden zich een zilveren reliekhouder (verguld) uit de 14e eeuw, een zilveren stralenmonstrans in Lodewijk XIV-stijl en kandelaars uit de 17e eeuw en 18e eeuw. Er staan tevens twee koorbanken uit de achttiende eeuw. De preekstoel dateert van 1845.
In de bibliotheek van de kerk bevinden zich boeken uit de 18e-eeuwse boekerij van de Abdij Rolduc.

## Orgel
In 1840 werd door de Duitse Gebr. Müller uit Reifferscheid in de oude parochiekerk een orgel geplaatst. Dit orgel werd na de ingebruikname van de nieuwe kerk ook hier gebruikt. Later werd er een orgel geplaatst door de firma Pereboom uit Maastricht. Hieronder volgt de dispositie:
| Hoofdwerk C-g’’’ |        |
| Bourdon          | 16’    |
| Prestant         | 8’     |
| Dulciaan         | 8’     |
| Gamba            | 8’     |
| Bourdon          | 8’     |
| Octaaf           | 4’     |
| Quint            | 2 2/3’ |
| Piccolo          | 2’     |
| Mixtuur III      |        |
| Cornet III       |        |
| Trompet          | 8’     |

| Zwelwerk C-g’’’ |    |
| Geigenprestant  | 8’ |
| Holpijp         | 8’ |
| Salicionaal     | 8’ |
| Voix celeste    | 8’ |
| Fluit           | 4’ |
| Sesquialter II  |    |
| Oboe            | 8’ |
| Tremolo         |    |

| Pedaal C-f’      |     |
| Subbas           | 16’ |
| Octaafbas        | 8’  |
| Rauschpleife III |     |
| Bombarde         | 16’ |

| Koppelingen        |
| Pedaalkoppel I     |
| Pedaalkoppel II    |
| Manuaalkoppel II-I |
| Superoctaaf I      |
| Suboctaaf II-I     |

Speelhulpen: 1 vrije combinatie, Generaalcrescendo